# 7,62×54 мм R
7,62×54 мм R (7,62×54, 7,62×54R, 7,62×54 Rimmed) — унітарний гвинтівковий набій з гільзою із закраїною, що виступає, розмірністю 7,62×53,72 мм, загальна максимальна довжина патрона становить 77,16 мм, а куля має діаметр 7,62 мм та енергією 3990 Дж[джерело?].

## Історія
Це один з найстаріших набоїв для гвинтівок сучасності і, ймовірно, найстаріший з тих, що досі широко використовують у військових цілях. Слід зауважити, що балістика боєприпасу 7,62×54 мм R мм належить до числа найбільш вивчених. Єдиним набоєм схожих розмірів і так само поширений зараз є лише набій 7,62×51 мм НАТО.

### 1891—1917
Розроблений у 1891 році, був прийнятий як боєприпас до трилінійної гвинтівки Мосіна.
Спочатку набій виготовляли з нікелево-мідною плакованою кулею з тупокінцевою (закругленою) головкою, яка важила 13,6 г і була 30,8 мм завдовжки, кріпилась в шийці гільзи за допомогою трьох упорних заглиблень. У 1908 році в Росії була впроваджена загострена форма кулі вагою в 9,6 г, і патрон отримав позначення М91/08.
У 1916 році на озброєння Російської армії прийнятий патрон 7,62×54 мм з бронебійною кулею Кутового.

### Після 1917
У зв'язку з розробкою нових збройних систем радянські конструктори-зброярі модернізували патрон. Після модернізації в 1930 році патрон отримав позначення М1908/30.

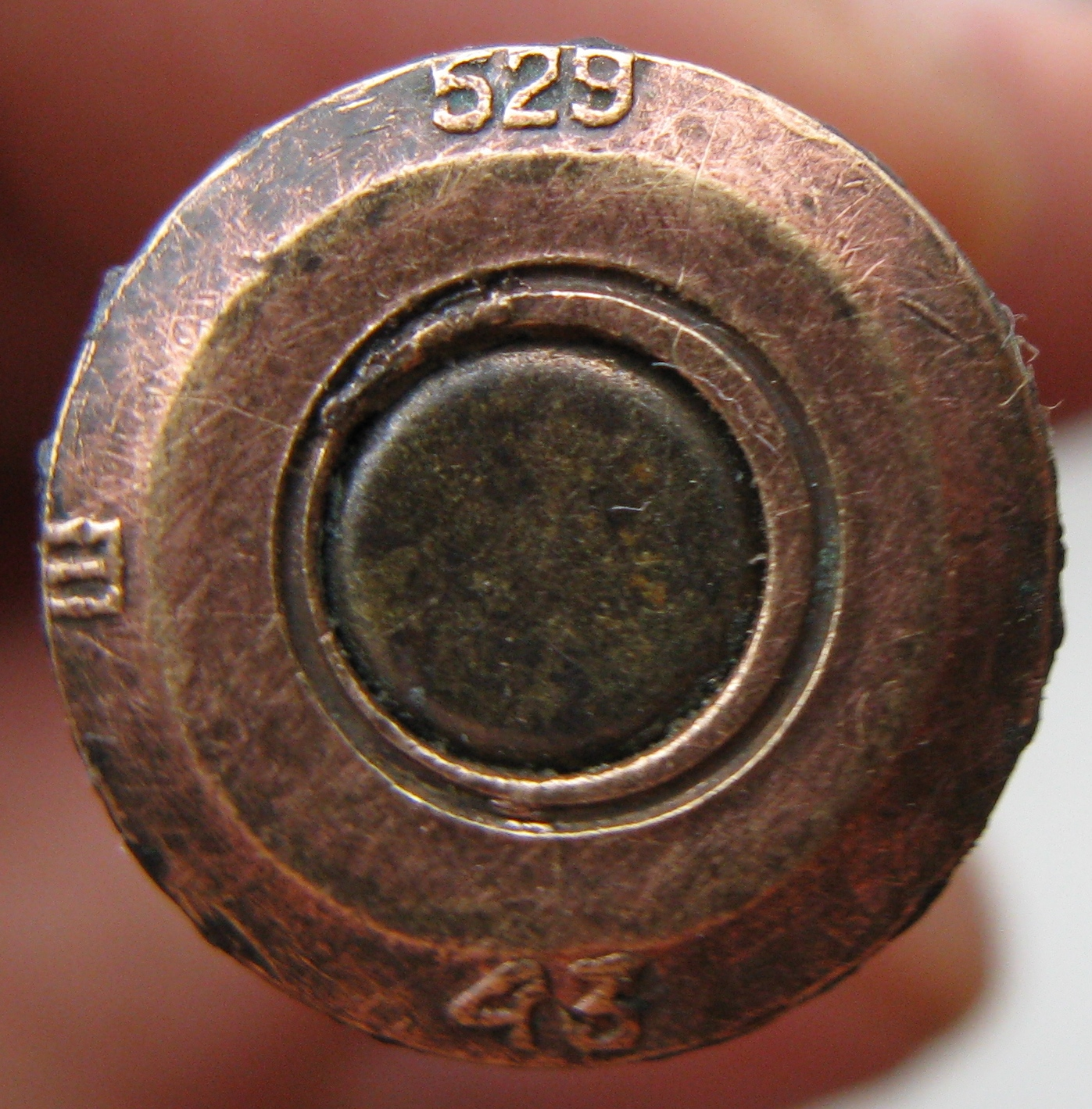
Клеймо на патроні для кулемета ШКАС. Завод № 529 Нова Ляля

На початку 1930-х для авіаційного кулемета ШКАС під керівництвом Н. М. Єлізарова були розроблені патрони, які мали трасуючі, запальні і комбінованої дії бронебійно-запальні кулі, здатні запалювати бензинові баки, захищені бронею. У цих набоях для запобігання руйнації (демонтажу) при величезному темпі стрільби в 30-50 пострілів на секунду були потовщені стінки гільзи, посилено кріплення капсуля в гнізді, запроваджений подвійний кільцевий обтиск кулі в дульці гільзи. На дні гільзи патронів для кулеметів ШКАС, крім стандартних позначень, ставилася буква «Ш». Капсуль пофарбований у червоний колір. В іншому забарвлення стандартне для відповідних типів куль. Набої, призначені для піхотної зброї, в кулеметах ШКАС використовувати не можна. Патрони до кулемету ШКАС стали першими у світі спеціальними авіаційними патронами.
У 1943 році на основі набою був створений проміжний патрон 7,62×41 мм, згодом 7,62×39 мм.
Ці набої досі використовують в армії як боєприпаси до кулеметів ПК, ПКМ і снайперських гвинтівок СВД, СВД-С, СВУ. Крім Радянського Союзу, набій М1908/30 виготовляли в багатьох країнах не лише у військових цілях, але і для полювання.

## Номенклатура набоїв

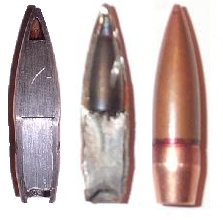
Снайперська куля 7Н1 в перетині

- 7,62 Б-30 гл (Індекс ГАУ — 57-Б-222) (1930) — патрон з бронебійної кулею Б-30 і латунною гільзою
- 7,62 Б-32 гж (Індекс ГАУ — 57-БЗ-323) — патрон з бронебійно-запалювальною кулею Б-32 і біметалевою гільзою
- 7,62 Б-32 гж (Індекс ГРАУ — 7-БЗ-3) — патрон з бронебійно-запалювальною кулею Б-32 і біметалевою гільзою
- 7,62 Б-32 гл (Індекс ГАУ — 57-БЗ-322) (1932) — патрон з бронебійно-запалювальною кулею Б-32 і латунною гільзою
- 7,62 Б-32 гс (Індекс ГРАУ — 7-БЗ-3-01) — патрон з бронебійно-запалювальною кулею Б-32 і сталевою гільзою
- 7,62 БЗТ гл (Індекс ГАУ — 57-БЗТ-322) — патрон з бронебійно-запально-трасуючою кулею БЗТ і латунною гільзою
- 7,62 БП (Індекс ГРАУ — 7Н26) — набій з бронебійною кулею БП (7БМ4). Призначений для враження відкрито розташованої живої сили супротивника в бронежилетах III рівня захисту на відстані до 600 м, а також знищення одиночних та гуртових цілей (обслуги гранатометів та ПТКРС) та інших неброньованих або легкоброньованих цілей на відстанях до 1000 м при стрільбі з 7,62-мм кулеметів та снайперських гвинтівках СВД. Куля набою 7Н26 при збережені маси та розмірів штатної кулі 57-Н-323С за рахунок конструктивних особливостей забезпечує на 15 % кращу бронепробивність в порівнянні з 7Н13. Набій 7Н26 має біметалеву гільзу. Куля без фарбування[4].
- 7,62 БО («Бегущий олень») — спортивний боєприпас з полегшеною кулею для змагань з кульової стрільби
- 7,62 БТ гл (Індекс ГАУ — 57-БТ-322) — патрон з бронебійно-трасуючою кулею БТ і латунною гільзою
- 7,62 БТ гж (Індекс ГРАУ — 7БТ1) — патрон з бронебійно-трасуючою кулею БТ-90 і біметалевою гільзою
- 7,62 Д гж (Індекс ГАУ — 57-Д-423) — патрон з важкою (далекобійної) кулею Д і біметалевою гільзою
- 7,62 Д гл (Індекс РАУ — 57-Д-422) (1930) — патрон з важкою (далекобійної) кулею Д і латунною гільзою
- 7,62 З гл (Індекс ГАУ — 57-З-322) — патрон із запалювальною кулею З і латунною гільзою
- 7,62 Л гж (Індекс ГАУ — 57-Н-223) — патрон з легкою кулею Л з біметалевою оболонкою і біметалевою гільзою (поставляється в обіймах)
- 7,62 Л гж (Індекс ГАУ — 57-Н-323) — патрон з легкою кулею Л з біметалевою оболонкою і біметалевою гільзою
- 7,62 ЛЗ (Індекс ГАУ — 57-Н-323У) — патрон з легкою кулею Л і зниженим вагою заряду пороху, дозвуковой, для безшумної стрільби (Початкова швидкість: 285—295 м/с)[5]
- 7,62 Л гл (Індекс ГАУ — 57-Н-221) — патрон з легкою кулею Л з мельхіорової оболонкою і латунною гільзою (поставляється в обіймах)
- 7,62 Л гл (Індекс ГАУ — 57-Н-222) — патрон з легкою кулею Л з біметалевою оболонкою і латунною гільзою (поставляється в обіймах)
- 7,62 Л гл (Індекс ГАУ — 57-Н-321) — патрон з легкою кулею Л з мельхіорової оболонкою і латунною гільзою
- 7,62 Л гл (Індекс ГАУ — 57-Н-322) — патрон з легкою кулею Л з біметалевою оболонкою і латунною гільзою
- ЛПС — набої призначені для враження живої сили та вогневих засобів супротивника. Набій створений для заміни набоїв з легкою кулею (Л) та набоїв зі свинцевою серцевиною. Куля зі сталевою серцевиною (ЛПС) має біметалеву оболонку та серцевину з низьковуглецевою м'якої сталі марки 10, що підвищує пробивну дію кулі. В 1989 році почалось серійне виробництво набоїв з кулею СТ-М2. Куля має термозміцнену серцевину більшою, в порівнянні з ЛПС масою та 1,5 разів кращу пробивну здатність. До 1978 року включно вершинка кулі ЛПС фарбувалась в сріблястий колір, після 1978 року вершинка кулі не фарбована[6].
  - 7,62 ЛПС гж (Індекс ГАУ — 57-Н-223С) — набій з легкою кулею ЛПС зі сталевою серцевиною і біметалевою гільзою (поставляється в обіймах)
  - 7,62 ЛПС гж (Індекс ГАУ — 57-Н-323С) — набій з легкою кулею ЛПС зі сталевою серцевиною і біметалевою гільзою
  - 7,62 ЛПС гс (Індекс ГАУ — 57-Н-223С-01) — набій з легкою кулею ЛПС зі сталевою серцевиною і сталевою гільзою
- 7,62 П гл (Індекс ГАУ — 57-П-322) — патрон з пристрілювальний кулею П і латунною гільзою
- 7,62 ПЗ гж (Індекс ГАУ — 57-ЗП-323) — патрон з пристрілювально-запальною кулею ПЗ і біметалевою гільзою
- 7,62 ПЗ гж (Індекс ГРАУ — 7-ЗП-2) — патрон з пристрілювально-запальною кулею ПЗ і біметалевою гільзою
- 7,62 ПЗ гл (Індекс ГРАУ — 57-ЗП-322) — патрон з пристрілювально-запальною кулею ПЗ і латунною гільзою
- 7,62 ПЗ гс (Індекс ГРАУ — 7-ЗП-2-01) — патрон з пристрілювально-запальною кулею ПЗ і сталевий гільзою
- 7,62 ПП гж (Індекс ГРАУ — 7Н13) — набій з кулею підвищеної пробивної здатності ПП і біметалевою гільзою. Призначений для враження живої сили супротивника. Може бути використаний в кулеметах та снайперських гвинтівках. Має повністю ідентичне, з набоєм ЛПС, траєкторію при поліпшених показниках пробивності за рахунок вдосконалення форми та заміни матеріалу серцевини[7].
- 7,62 ПП гс (Індекс ГРАУ — 7Н13-01) — патрон з кулею підвищеної пробивної здатності ПП і сталевою гільзою
- 7,62 СНБ (Індекс ГРАУ — 7Н14) — гвинтівковий снайперський набій з бронебійною кулею. Призначений для враження одиночних живих цілей та легкоброньованої техніки на відстані до 1000 м з гвинтівок СВД, СВДС, тощо. Є модернізованим варіантом снайперського набою 7Н1.  Замість старої серцевини використовується нова, гострокінечна зі сталі У12А з додатковою термічною обробкою. При збереженні купчатості бою в набій додано бронебійні властивості набою СТМ (індекс 57-Н-323С). Не потребує додаткового пристрілювання після використання набоїв 7Н1. Найбільша відстань пробиття сталевого листа 5 мм завтовшки, з ймовірністю не менше 80 %, становить 650 м, а бронеплити марки 2П 5 мм завтовшки — 480 м. Куля без фарбування, коробки окрім напису «снайперські» (рос. снайперские) мають чорну смугу[8].
- 7,62 Т-30 гл (Індекс ГРАУ — 57-Т-322) — патрон з трасуючою кулею Т-30 і латунною гільзою
- 7,62 Т-46 гж (Індекс ГРАУ — 57-Т-323) — патрон з трасуючою кулею Т-46 і біметалевою гільзою
- 7,62 Т-46 гл (Індекс ГАУ — 57-Т-322) — патрон з трасуючою кулею Т-46 і латунною гільзою
- 7,62 Т-46 (Індекс ГРАУ — 7Т2) — патрон з трасуючою кулею Т-46
- 7,62 Т-46М (Індекс ГРАУ — 7Т2М) — патрон з трасуючою кулею Т-46М
- 7,62 Т-46М1 (Індекс ГРАУ — 7Т2М1) — патрон з трасуючою кулею Т-46М1
- 57-У-322 — патрон з посиленим зарядом і латунною гільзою
- 57-У-323 — патрон з посиленим зарядом і біметалевою гільзою
- 57-У-423 — патрон високого тиску
- 57-Х-322 — холостий патрон з латунною гільзою
- 57-Х-323 — холостий патрон з біметалевою гільзою
- 57-Х-340 — холостий патрон
- 57-НЕ-УЧ — навчальний патрон
- 7Н1 — снайперський набій для враження одиночних живих цілей та неброньованої техніки на відстані до 1000 м. Призначений для снайперських гвинтівок СВД та СВДС. Куля без фарбування[9].

## Характеристики
Пробивна дія куль набою 7,62 × 54 мм R:
- Сталевий шолом пробивається кулею зі сталевим осердям на відстані 1700 м.
- Бронежилет IV класу захисту (за російським ГОСТ Р 50744-95) пробивається кулею зі сталевим осердям на відстані 200 м.
- Броня 7 мм завтовшки при куті зустрічі 90° пробивається бронебійно-запалювальною кулею на відстані 550 м.
- Бруствер з щільно утрамбованого снігу пробивається усіма типами[12] куль на відстані 1000 м на глибину 70-80 см.
- Земляна перешкода з вільно насипаного супіщаного ґрунту пробивається усіма типами куль на відстані 1000 м на глибину 25-30 см.
- Сухі соснові бруси розмірами 20×20 см, скріплені в штабелях, пробиваються всіма типами куль на відстані 1200 м на глибину 20 см.
- Цегляна кладка пробивається усіма типами куль на відстані 200 м на глибину 10-12 см.

## Зброя, що використовує патрон
| - PSL - Type 80 - АВС-36 - АЕК-999 - Гвинтівка Мосіна-Нагана - ВС-121 - ГШГ - ДС-39 - ДП/ДПМ - ДТ - Кулемет «Максим» - МС-74 - МЦ-116 - МЦ-116М - Кулемет Максима-Токарєва | - ПКП - ПК/ПКМ - РП-46 - СВТ (СВТ-38/СВТ-40/АВТ-40) - СВ-98 - СРДС - СГ-43/СГМ - СВД - СВК - СВУ - ШКАС - С-49 - Кулемет Слостіна - M-7,62x54 |

## Порівняння з іншими гвинтівковими набоями
Порівняння з іншими гвинтівковими набоями кінця XIX — першої половини XX століть, що стояли на озброєнні:
| Країна            | Набій                        | Маса кулі, г | Початкова швидкість, м/с | Енергія кулі, Дж |
| ----------------- | ---------------------------- | ------------ | ------------------------ | ---------------- |
| Австро-Угорщина   | 8 × 50 мм R Mannlicher       | 16           | 530-620                  | 2249-3041        |
| Австрія           | 8 × 56 мм R                  | 10           | 701-621                  | 2504-2737        |
| Угорщина          | 8 × 56 мм R                  | 10           | 701-621                  | 2504-2737        |
| Аргентина         | 7,65 × 53 мм Argentino       | 10-14        | 650-830                  | 2920-3509        |
| Велика Британія   | 7,7 × 56 мм R                | 10-12        | 761-844                  | 3265-3574        |
| Німецька імперія  | 7,92 × 57 мм                 | 11,7-12,8    | 800-820                  | 3934-4096        |
| Третій рейх       | 7,92 × 57 мм                 | 11,7-12,8    | 800-820                  | 3934-4096        |
| Греція            | 6,5 × 54 мм Манліхер-Шенауер | 10,15-10,30  | 730-745                  | 2704-2858]       |
| Данія             | 8 × 58 мм R                  | 12,8         | 679-754                  |                  |
| Італія            | 6,5 × 52 мм Манліхер-Каркано | 10,5         | 661-700                  | 2293-2572        |
| Нідерланди        | 6,5 × 53 мм R                | 10           | 742                      | 2780             |
| Румунія           | 6,5 × 53 мм R                | 10           | 742                      | 2780             |
| Російська імперія | 7,62 × 54 мм R               | 9,7-11,7     | 786-865                  | 3593-3779        |
| СРСР              | 7,62 × 54 мм R               | 9,7-11,7     | 786-865                  | 3593-3779        |
| США               | 7,62 × 63 мм                 | 10-14        | 760-890                  | 3820-4042        |
| Фінляндія         | 7,62 × 53 мм R               | 12           | 812                      | 3960             |
| Франція           | 8 × 50 мм R Лебель           | 12,8         | 730                      | 3364             |
| Франція           | 7,5 × 54 мм                  | 9-11,7       | 790-850                  | 3038-3650        |
| Швейцарія         | 7,5 × 55 мм Шмідт-Рубін      | 8-13         | 750-910                  | 3437-3700        |
| Швеція            | 6,5 × 55 мм                  | 6-10         | 780-970                  | 2858-3440        |
| Норвегія          | 6,5 × 55 мм                  | 6-10         | 780-970                  | 2858-3440        |
| Японія            | 6,5 × 50 мм Арисака          | 9            | 770                      | 2615             |
| Японія            | 7,7 × 58 мм Арисака          | 11           | 740                      | 3190             |